# 固镇站
固镇站，位于中华人民共和国安徽省蚌埠市固镇县谷阳镇，是京沪铁路上的火车站，建于1909年，由中国铁路上海局集团管辖。车站办理旅客列车客运乘降业务，货运办理固镇县及周边灵璧、泗县、五河等地区货物的整车货物运输业务，主要办理粮食、农副产品及化肥类货品到发。

## 历史
津浦铁路固镇施工委员会于1910年成立，负责津浦铁路固镇段的线路建设和站房建设。固镇站于1911年建成并于1912年1月1日投入使用，办理客货运业务。固镇站站房长25.5米，南北宽8.1米，380平方米，设有售票厅、候车室和办公区，为英式建筑。
1938年固镇站被侵华日军控制后，日本当局在车站附近修建一座水牢。水牢占地面积约80平方米，呈圆形，内径9米，高4.8米，设有天窗一座以联系外界，用以关押抗日人士。目前水塔保存完好，为固镇县近现代重要史迹及代表性建筑。
1974年12月，固镇站迁至固一路西段的现址，老站随即废弃，成为当时蚌埠铁路分局的职工宿舍。

## 车站结构

### 站房
固镇站站房建于1972年，面积1365平方米。其中售票处位于站房中央右侧，设有人工售票窗口；候车室位于站房中央左侧，面积425平方米，开车前5分钟停止检票；出站口位于站房南侧。

### 站场
固镇站设有5条股道，2座站台，均为低站台。站台间由地下通道联系。车站货场位于客运站台南侧、庙港路中段，面积16643平方米，设有2个956平方米的仓库、2个面积385平方米的雨棚、1505平方米的露天货位以及39个货位。
| 1站台侧式站台 |                                 |
| 侧线          | 京沪铁路 往上海方向（连城站）   |
| 侧线          | 京沪铁路 列车                   |
| 正线          | 京沪铁路 下行列车通过线         |
| 正线          | 京沪铁路 上行列车通过线         |
| 2站台岛式站台 |                                 |
| 侧线          | 京沪铁路 往北京方向（唐南集站） |

## 車站周邊
- 中国移动海天营业厅
- 博爱医院
- 中国联通通讯世界营业厅
- 中国邮政储蓄银行胜利路邮政支局
- 固镇县城乡规划局
- 固镇第二小学

## 外部連結
- 中国铁路客户服务中心（页面存档备份，存于）